# Corjova (Criuleni)
Corjova es una comuna y pueblo de la República de Moldavia ubicada en el distrito de Criuleni.
En 2004 la comuna tiene una población de 2589 habitantes, la casi totalidad de los cuales son étnicamente moldavos-rumanos.
Se conoce su existencia desde 1362.
Se ubica a orillas del río Dniéster, unos 20 km al noreste de Chisináu.